# Messaad
Messaad (în arabă مسعد) este o comună din provincia Djelfa, Algeria.
Populația comunei este de 102.453 locuitori (2008).